# Comté de Spotsylvania
Le comté de Spotsylvania est un comté de Virginie, aux États-Unis, fondé en 1721.